# بیل بلاندن
بیل بلاندن (انگلیسی: Bill Blunden؛ ‏ ۳ دسامبر ۱۹۳۴ – ۳ ژانویهٔ ۲۰۱۸) تدوین‌گر اهل بریتانیا بود.
از فیلم‌ها یا مجموعه‌های تلویزیونی که وی در آن‌ها نقش داشته‌است، می‌توان به داستان دو شهر و زنجیر اشاره نمود.